# 玉龙山箭竹
玉龙山箭竹（学名：Fargesia yulongshanensis）为禾本科箭竹属下的一个种。

## 扩展阅读
- 維基物種上的相關：玉龙山箭竹